# Puiggròs (Riudecols)
El Puiggròs és una muntanya de 440 metres que es troba al municipi de Riudecols, a la comarca catalana del Baix Camp.